# Joe Sestak
Joseph Ambrose „Joe” Sestak, Jr. (ur. 12 grudnia 1951 w Secane w stanie Pensylwania) – amerykański wojskowy i polityk, członek Partii Demokratycznej. W latach 1974–2005 służył w Marynarce Wojennej Stanów Zjednoczonych, uzyskując stopień wiceadmirała. Dowodził, m.in. fregatą rakietową USS „Samuel B. Roberts” oraz grupą wojskową lotniskowca USS „George Washington” na Adriatyku i w Zatoce Perskiej.
W latach 2007–2011 przez dwie dwuletnie kadencje Kongresu Stanów Zjednoczonych był przedstawicielem siódmego okręgu wyborczego w stanie Pensylwania w Izbie Reprezentantów Stanów Zjednoczonych.